# Fungicid
Fungicid (latin: fungus = "svamp" + endelsen -cid = "dræbende") eller svampemiddel er gift til bekæmpelse af svampe. Det bruges bl.a. på fødevarer, landbrugsafgrøder og gavntømmer.
Passende hygiejne, brug af resistente sorter eller gammelkendt viden om svampenes foretrukne nicher kan dog nedsætte behovet for at bruge disse midler til et absolut minimum.
Problemet er, at midlerne – foruden at være svampedræbende – også har virkninger på husdyr og mennesker. I de fleste tilfælde er den akutte giftvirkning meget ringe (se LD50), men det hindrer ikke, at midlerne kan fremkalde meget kraftige langstidsvirkninger i form af arvelige forandringer (mutationer), overfølsomhedsreaktioner (allergier) eller kræft.
Desværre viser langtidsvirkninger sig af gode grunde først efter mange år, og virkningerne af nedbrydningsprodukterne kan være forsinket i endnu nogle år. Dertil kommer, at det ofte kræver undersøgelse af en hel del tilfælde, før man bliver klar over, at det er nedbrydningsprodukter, der er skadevolderne.